# Centreville (Mississipi)
Centreville és una població dels Estats Units a l'estat de Mississipi. Segons el cens del 2000 tenia 1.680 habitants.

## Demografia
Segons el cens del 2000, Centreville tenia 1.680 habitants, 605 habitatges, i 413 famílies. La densitat de població era de 279,6 habitants per km².
Dels 605 habitatges en un 33,2% hi vivien nens de menys de 18 anys, en un 34,4% hi vivien parelles casades, en un 29,6% dones solteres, i en un 31,6% no eren unitats familiars. En el 29,4% dels habitatges hi vivien persones soles el 13,9% de les quals corresponia a persones de 65 anys o més que vivien soles. El nombre mitjà de persones vivint en cada habitatge era de 2,62 i el nombre mitjà de persones que vivien en cada família era de 3,28.
Per edats la població es repartia de la següent manera: un 27,7% tenia menys de 18 anys, un 9,9% entre 18 i 24, un 23,8% entre 25 i 44, un 20,2% de 45 a 60 i un 18,5% 65 anys o més.
L'edat mediana era de 36 anys. Per cada 100 dones de 18 o més anys hi havia 73,8 homes.
La renda mediana per habitatge era de 16.081 $ i la renda mediana per família de 18.077 $. Els homes tenien una renda mediana de 29.375 $ mentre que les dones 16.364 $. La renda per capita de la població era de 10.446 $. Entorn del 38,7% de les famílies i el 40,1% de la població estaven per davall del llindar de pobresa.

## Poblacions més properes
El següent diagrama mostra les poblacions més properes.